# 고광수
고광수(1963년 7월 19일 ~ )는 청보 핀토스에서 뛰었던 재일교포 야구 선수다.

## 프로 입단 전
1981년 보덕학원의 고시엔 우승을 이끌었으며 1985년에는 호세이 대학의 춘계리그, 추계리그 우승을 견인했다. 이후 허구연 감독의 부름을 받아 KBO 리그로 오게 되었다.

## 청보 핀토스 시절
1986년 시즌을 앞두고 주전 3루수로 낙점되어 개막전 엔트리에 이름을 올렸지만, 부진을 거듭하여 밀려나고 말았다. 이후 1987년에 방출되었다.

## 기록
- 1986년: 4경기 5타수 무안타
- 1987년: 6경기 4타수 1안타 1타점 1볼넷 0.250

## 출신 학교
- 보덕학원
- 호세이 대학

## 같이 보기
- 청보 핀토스 연도별 선수 명단